# Східна армія
Східна армія (яп. 東部軍) — територіально-адміністративна структура японської імперської армії, що відповідала за оборону та підтримку порядку в східній частині Японії. Дана структура була утворена 16 листопада 1923 року після Великого кантонського землетрусу, отримавши назву Командування оборони Токіо (яп. 東京警備司令部). Військову одиницю склали гарнізонні частини і територіальне ополчення, призначене для громадської оборони та військової підготовки, а також для оборони районі Токіо та Йокогами.
1 серпня 1935 року Командування оборони Токіо було перейменовано в Східне оборонне командування (яп. 東部防衛司令部), а 1 серпня 1940 року отримало назву Східна армія. 1 лютого 1945 армія стала іменуватись як Східний армійський район (яп. 東部軍管区), на її базі розгорнули 12-й фронт.
Східна армія зіграла важливу роль 15 серпня 1945 року, коли майор Кендзі Хатанака намагався влаштувати військовий переворот. Він мав на меті зірвати радіотрансляцію звернення імператора з повідомленням про капітуляцію Японії. Тогочасний командувач Східної армії генерал Танака відмовився підтримути Хатанаку, і наказав проігнорувати випущений Хатанакою «Стратегічний наказ № 584», що вимагав від Східної армії захопити Імператорський плац Токіо та зайняти там оборону. Замість того, щоб подавити путч силою, Танака особисто відправився в Імператорський палац та вмовив заколотників здатися.
Після капітуляції Японії структури Східної армії продовжували діяти ще деякий час, вони займались підтримкою порядку до прибуття окупаційних військ, виконуючи демобілізацію та розпуск Імператорської армії.

## Список командного складу
Командуючі
|    | Ім'я                                  | З                 | По               |
| -- | ------------------------------------- | ----------------- | ---------------- |
| 1  | Генерал Яманасі Хандзо                | 16 листопаду 1923 | 20 серпня 1924   |
| 2  | Генерал Сіносуку Кікуті               | 20 серпня 1924    | 2 березня 1926   |
| 3  | Фельдмаршал Нобуйосі Муто             | 2 березня 1926    | 28 липня 1926    |
| 4  | Генерал Тосі Ісомура                  | 28 липня 1926     | 10 серпня 1928   |
| 5  | Генерал Сікатаро Кісімото             | 10 серпня 1928    | 1 серпня 1929    |
| 6  | Генерал-лейтенант Наотосі Хасеґава    | 1 серпня 1929     | 22 грудня 1930   |
| 7  | Генерал-лейтенант Ясакіті Хаясі       | 22 грудня 1930    | 29 лютого 1932   |
| 8  | Генерал-лейтенант Кійосі Кіхара       | 29 лютого 1932    | 18 березня 1933  |
| 9  | Генерал-лейтенант Норіюкі Хаясі       | 18 березня 1933   | 5 березня 1934   |
| 10 | Генерал Гііті Нісі                    | 5 березня 1934    | 2 грудня 1935    |
| 11 | Генерал-лейтенант Кохей Касії         | 2 грудня 1935     | 2 квітня 1936    |
| 12 | Генерал-лейтенант Коїті Івакосі       | 2 березня 1936    | 2 серпня 1937    |
| 13 | Генерал Котаро Накамура               | 2 серпня 1937     | 23 червня 1938   |
| 14 | Генерал-лейтенант Бундзабуро Кавагісі | 23 червня 1938    | 1 грудня 1939    |
| 15 | Генерал-лейтенант Сіро Інаба          | 1 грудня 1939     | 15 жовтня 1941   |
| 16 | Генерал Сідзуїті Танака               | 15 жовтня 1941    | 24 грудня 1941   |
| 17 | Генерал Котаро Накамура               | 24 грудня 1941    | 1 травня 1943    |
| 18 | Генерал Кендзі Доїхара                | 1 травня 1943     | 22 березня 1944  |
| 19 | Генерал Кэйсукэ Фудзиэ                | 22 марта 1944     | 9 марта 1945     |
| 20 | Генерал Сидзуити Танака               | 9 марта 1945      | 22 августа 1945  |
| 21 | Генерал Кэндзи Доихара                | 22 августа 1945   | 23 сентября 1945 |
| 22 | Генерал Кэндзо Китано                 | 23 сентября 1945  | 30 ноября 1945   |